# Saint-Germain-de-Martigny
Pour les articles homonymes, voir Saint-Germain.
Saint-Germain-de-Martigny est une commune française, située dans le département de l'Orne en région Normandie, peuplée de 83 habitants.

## Géographie

### Localisation
| Saint-Aubin-de-Courteraie | Saint-Ouen-de-Sécherouvre                | Saint-Ouen-de-Sécherouvre                     |
| Champeaux-sur-Sarthe      | Saint-Germain-de-Martigny                | Saint-Ouen-de-Sécherouvre                     |
| Champeaux-sur-Sarthe      | Champeaux-sur-Sarthe, Bazoches-sur-Hoëne | Saint-Ouen-de-Sécherouvre, Bazoches-sur-Hoëne |

### Hydrographie
La commune est située dans le bassin Loire-Bretagne. Elle est drainée par le ruisseau de la Gobergère,.

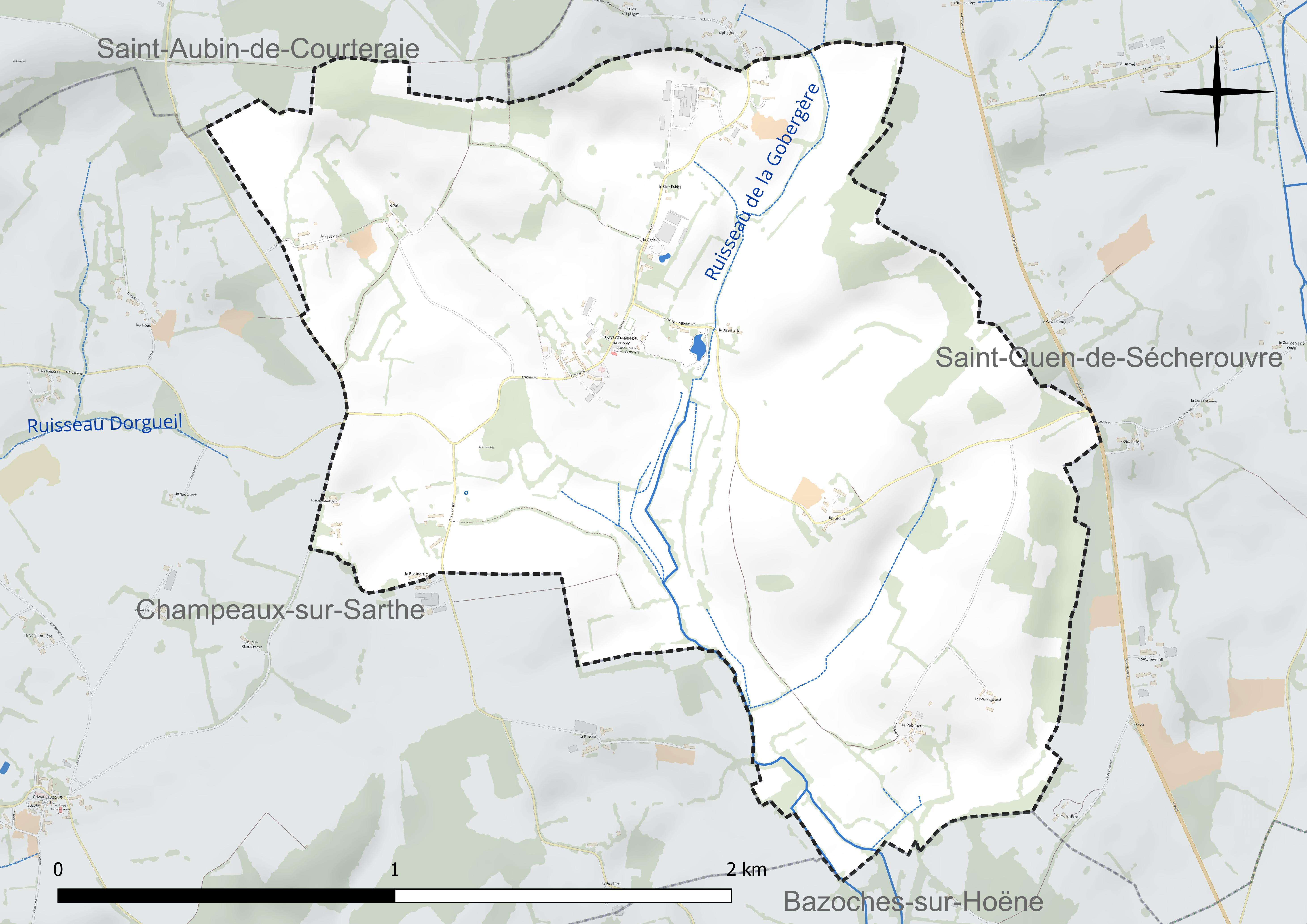
Réseau hydrographique de Saint-Germain-de-Martigny.

### Climat
Pour des articles plus généraux, voir Climat de la Normandie et Climat de l'Orne.
En 2010, le climat de la commune est de type climat océanique dégradé des plaines du Centre et du Nord, selon une étude du CNRS s'appuyant sur une série de données couvrant la période 1971-2000. En 2020, Météo-France publie une typologie des climats de la France métropolitaine dans laquelle la commune est exposée à un climat océanique altéré et est dans la région climatique Normandie (Cotentin, Orne), caractérisée par une pluviométrie relativement élevée (850 mm/a) et un été frais (15,5 °C) et venté. Parallèlement le GIEC normand, un groupe régional d’experts sur le climat, différencie quant à lui, dans une étude de 2020, trois grands types de climats pour la région Normandie, nuancés à une échelle plus fine par les facteurs géographiques locaux. La commune est, selon ce zonage, exposée à un « climat contrasté des collines », correspondant au Pays d'Ouche et au Perche et bénéficiant d’un caractère continental affirmé avec des précipitations atténuées et des amplitudes thermiques fortes.
Pour la période 1971-2000, la température annuelle moyenne est de 10,2 °C, avec une amplitude thermique annuelle de 14,3 °C. Le cumul annuel moyen de précipitations est de 789 mm, avec 12,4 jours de précipitations en janvier et 8 jours en juillet. Pour la période 1991-2020, la température moyenne annuelle observée sur la station météorologique la plus proche, située sur la commune de Saint-Hilaire-le-Châtel à 6 km à vol d'oiseau, est de 11,3 °C et le cumul annuel moyen de précipitations est de 732,0 mm,. Pour l'avenir, les paramètres climatiques de la commune estimés pour 2050 selon différents scénarios d’émission de gaz à effet de serre sont consultables sur un site dédié publié par Météo-France en novembre 2022.

## Urbanisme

### Typologie
Au 1er janvier 2024, Saint-Germain-de-Martigny est catégorisée commune rurale à habitat dispersé, selon la nouvelle grille communale de densité à sept niveaux définie par l'Insee en 2022.
Elle est située hors unité urbaine. Par ailleurs la commune fait partie de l'aire d'attraction de Mortagne-au-Perche, dont elle est une commune de la couronne,. Cette aire, qui regroupe 25 communes, est catégorisée dans les aires de moins de 50 000 habitants,.

### Occupation des sols
L'occupation des sols de la commune, telle qu'elle ressort de la base de données européenne d’occupation biophysique des sols Corine Land Cover (CLC), est marquée par l'importance des territoires agricoles (91,1 % en 2018), une proportion identique à celle de 1990 (91,1 %). La répartition détaillée en 2018 est la suivante : 
terres arables (56,1 %), prairies (27,4 %), forêts (8,9 %), zones agricoles hétérogènes (7,6 %). L'évolution de l’occupation des sols de la commune et de ses infrastructures peut être observée sur les différentes représentations cartographiques du territoire : la carte de Cassini (XVIIIe siècle), la carte d'état-major (1820-1866) et les cartes ou photos aériennes de l'IGN pour la période actuelle (1950 à aujourd'hui).

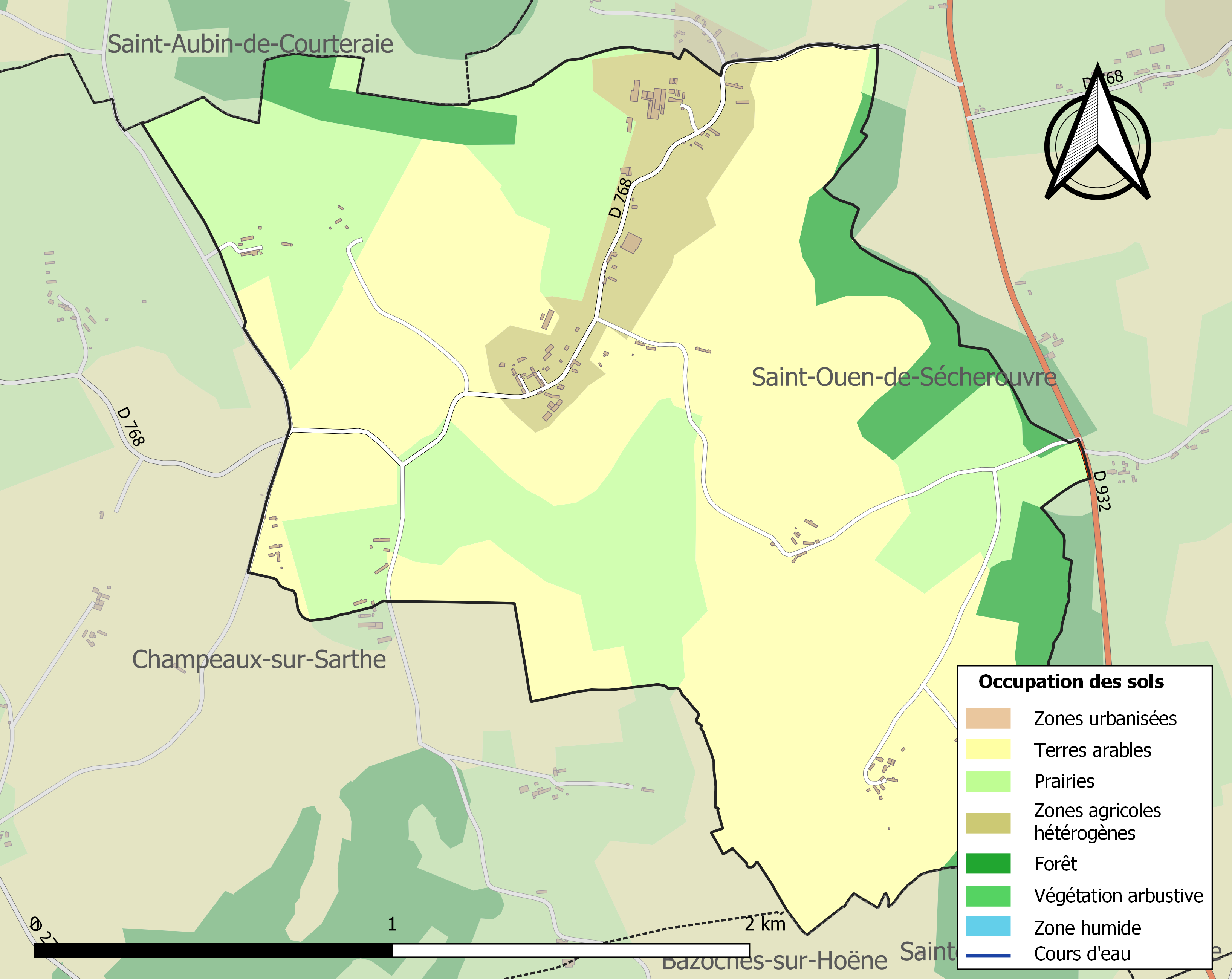
Carte des infrastructures et de l'occupation des sols de la commune en 2018 (CLC).

## Toponymie
Le nom de la localité est attesté sous les formes Martiniacum en 1096, Marthignie en 1335, Martignye en 1373, Martigneyum au XVe siècle, Saint Germain de Martigne en 1495, Saint Germain de Martigny au XVIIe siècle, Martigny en 1793, Saint-Germain-de-Martigny en 1801.
La paroisse est dédiée à Germain d'Auxerre. Selon René Lepelley, Martigny — nom d'un lieu-dit de la commune — serait issu de l'anthroponyme roman Martinus. Sous la Révolution, la commune s'appelait Martigny.
Le gentilé est Germanomartignais.

## Histoire
L'ancien château seigneurial de Martigny est localisé au lieu-dit actuel le Haut Martigny.
On ne connait que deux membres de la famille des seigneurs de Martigny :
- Robert de Martigny, donateur d'une rente d'un setier de froment à la léproserie de Chartrage de Mortagne ;
- Gervais de Martigny, donateur d'une rente d'un setier à l'Hôtel-Dieu de Mortagne.

La paroisse était imposée de 12 livres tournois en 1466 (Vicomte de Romanet, Géographie du Perche, p. 128-129). On y dénombrait 49 feux au XVIIe siècle (Vicomte de Romanet, Géographie du Perche, p. 128-129). Elle dépendait au XVIIe siècle de la vicomté de Mortagne, province du Perche (Arch. nat., P 873², acte 105 et P 939, acte 89).
L'église elle, est dédiée à saint Germain. La cure relevait de l'abbaye de Thiron. C'est un petit édifice classique comportant une nef et deux transepts. Elle est très remaniée. Les fonts baptismaux à cuve octogonale sont du XVIe siècle, la chaire à prêcher du XIXe siècle. Dans le transept nord, on trouve un autel dédié à la Vierge, avec une toile de Pierre Chadaigne*, représentant une Immaculée Conception, le tout du XIXe siècle. Dans le transept sud, il y a un autel dédié à sainte Anne, avec une toile du XVIIe siècle : Éducation de la Vierge et une Vierge à l'Enfant en pierre de style Renaissance (1520). Dans le chœur, excepté le tabernacle du XVIIe siècle, l'ensemble fut refait au XIXe siècle : l'autel en pierre, les peintures murales sur le thème du sacrifice, de Pierre Chadaigne*, et les vitraux datés de 1868. La fête patronale est célébrée le premier dimanche d'août.
À la Libération, la commune fut libérée le lundi 14 août 1944.
Étang communal de 0,3 ha avec un parc de jeu.
Pierre Chadaigne (1824-1879), « peintre alençonnais », on retrouve d'autres œuvres de lui aussi bien dans l'Orne (église Saint-Denis de Mahéru) que dans la Mayenne (église de Pré-en-Pail) ou la Sarthe (église d'Ancinne).

### En quelques mots
La commune doit son nom à l'ancien château seigneuriale de Martigny. Il se situait à l'emplacement du lieu-dit actuel Martigny. En 1096, le nom de la paroisse était orthographié Martiniacum, ce n'est qu’au XVIIe siècle que l'on voit apparaître Saint Germain de Martigny
Le site fut occupé dès l'époque mérovingienne. Des sarcophages de Pierre que l'on croit gaulois, ont été découverts dans le cimetière autour de l'église. Plusieurs sont enfouis sous le chemin passant à proximité.
L’église située au centre bourg est dédiée à saint Germain et est entourée de son cimetière et de ses ifs tricentenaires. Comportant une nef les deux transepts ; cet édifice classique a été remaniée de nombreuses fois au fil des siècles. Notamment au cours du XIXe siècle, des peintures murales de Pierre Chadaigne (1824-1879) vinrent agrémenter le chœur de l'église
Au cœur de l’Est ornais, à 10 kilomètres de Mortagne et 40 km d'Alençon, Saint-Germain-de-Martigny offre aux touristes souhaitant visiter la région l'opportunité de faire une étape dans son centre de loisir. L'esprit de bénévolat de Germinois donne à cette petite commune percheronne un atout essentiel dans l'animation du village. Le 25 juillet 1999 lors du dernier comice agricole cantonal du siècle, le public venu en nombre et l'occasion de participer à une fête ayant comme thème “le monde rural“. Là, au sein d'un bourg orné de fleurs naturelles, un étonnant défilé de chars décorés préparé pas les différentes communes du canton et diverses animations de tous genre sur le cadre d'une journée inoubliable…

## Politique et administration
| Période                                  | Période   | Identité      | Étiquette | Qualité            |
| ---------------------------------------- | --------- | ------------- | --------- | ------------------ |
| mars 1967                                | mars 2001 | André Mousset |           | Agriculteur        |
| mars 2001                                | mars 2008 | Hubert Dufay  |           | Agriculteur        |
| mars 2008                                | mai 2020  | Roger Nehlich | SE        | Ingénieur retraité |
| mai 2020                                 | En cours  | Denis Mousset | SE-LMR    | Agriculteur        |
| Les données manquantes sont à compléter. |           |               |           |                    |

Le conseil municipal est composé de sept membres dont le maire et deux adjoint.

## Démographie
L'évolution du nombre d'habitants est connue à travers les recensements de la population effectués dans la commune depuis 1793. Pour les communes de moins de 10 000 habitants, une enquête de recensement portant sur toute la population est réalisée tous les cinq ans, les populations de référence des années intermédiaires étant quant à elles estimées par interpolation ou extrapolation. Pour la commune, le premier recensement exhaustif entrant dans le cadre du nouveau dispositif a été réalisé en 2004.
En 2022, la commune comptait 83 habitants, en évolution de +12,16 % par rapport à 2016 (Orne : −3,21 %, France hors Mayotte : +2,11 %).
Au premier recensement républicain, en 1793, Saint-Germain-de-Martigny (nommée à l'époque Martigny) comptait 332 habitants, population jamais atteinte depuis. Elle est la commune la moins peuplée du canton de Bazoches-sur-Hoëne.
| 1793 | 1800 | 1806 | 1821 | 1836 | 1841 | 1846 | 1851 | 1856 |
| ---- | ---- | ---- | ---- | ---- | ---- | ---- | ---- | ---- |
| 332  | 244  | 266  | 236  | 298  | 306  | 309  | 300  | 244  |

| 1861 | 1866 | 1872 | 1876 | 1881 | 1886 | 1891 | 1896 | 1901 |
| ---- | ---- | ---- | ---- | ---- | ---- | ---- | ---- | ---- |
| 227  | 210  | 211  | 212  | 189  | 180  | 162  | 168  | 165  |

| 1906 | 1911 | 1921 | 1926 | 1931 | 1936 | 1946 | 1954 | 1962 |
| ---- | ---- | ---- | ---- | ---- | ---- | ---- | ---- | ---- |
| 154  | 150  | 128  | 127  | 121  | 122  | 110  | 120  | 105  |

| 1968 | 1975 | 1982 | 1990 | 1999 | 2004 | 2006 | 2009 | 2014 |
| ---- | ---- | ---- | ---- | ---- | ---- | ---- | ---- | ---- |
| 106  | 101  | 88   | 72   | 87   | 94   | 95   | 100  | 81   |

| 2019 | 2022 | - | - | - | - | - | - | - |
| ---- | ---- | - | - | - | - | - | - | - |
| 80   | 83   | - | - | - | - | - | - | - |

## Lieux et monuments
- Église Saint-Germain. Elle abrite une Vierge à l'Enfant du XVIe siècle classée à titre d'objet aux Monuments historiques[29].